# Iván Navarro
Dit is een Spaanse naam; Navarro is de vadernaam en Pastor is de moedernaam.
Iván Navarro Pastor (Alicante, 19 oktober 1981) is een voormalig professioneel tennisspeler uit Spanje.

## Loopbaan
Navarro is in 2001 professioneel tennisser geworden.
In zijn professionele tenniscarrière was 2009 zijn beste jaar. In maart behaalde hij met plek 67 zijn hoogste positie in de ATP-ranglijst. Hij bereikte de halve finale op het challengertoernooi van Tenerife, de kwartfinale van het challengertoernooi van Prostejov en de tweede ronde in Estoril. Op het ATP toernooi van Rosmalen in 2009 werd hij in de halve finale verslagen door Raemon Sluiter.
Zijn deelname aan het enkelspel eindigde in september 2014. In het dubbelspel zette hij zijn loopbaan nog voort tot juni 2017

## Resultaten grandslamtoernooien
| Legenda | Legenda                          |
| ------- | -------------------------------- |
| g.t.    | geen toernooi gehouden           |
| l.c.    | lagere categorie                 |
| –       | niet deelgenomen                 |
| G       | uitgeschakeld in de groepsfase   |
| 1R      | uitgeschakeld in de eerste ronde |
| 2R      | uitgeschakeld in de tweede ronde |
| 3R      | uitgeschakeld in de derde ronde  |
| 4R      | uitgeschakeld in de vierde ronde |
| KF      | uitgeschakeld in de kwartfinale  |
| HF      | uitgeschakeld in de halve finale |
| F       | de finale verloren               |
| W       | het toernooi gewonnen            |
| w-v     | winst/verlies-balans             |

### Enkelspel
| toernooi        | 2004 |    | 2007 | 2008 | 2009 |
| --------------- | ---- | -- | ---- | ---- | ---- |
| Australian Open | –    | –  | –    | 1R   |      |
| Roland Garros   | –    | 2R | –    | 1R   |      |
| Wimbledon       | 1R   | 1R | –    | 1R   |      |
| US Open         | –    | 1R | 1R   | 2R   |      |

### Mannendubbelspel
| toernooi        | 2007 | 2008 | 2009 |
| --------------- | ---- | ---- | ---- |
| Australian Open | –    | –    | 1R   |
| Roland Garros   | –    | –    | 1R   |
| Wimbledon       | 1R   | –    | 1R   |
| US Open         | 1R   | 1R   | –    |